# اسوارتز کریک
اسوارتز کریک (به انگلیسی: Swartz Creek) رودخانه‌ای است که در ایالات متحده آمریکا جریان دارد.